# تنسبالاتسي

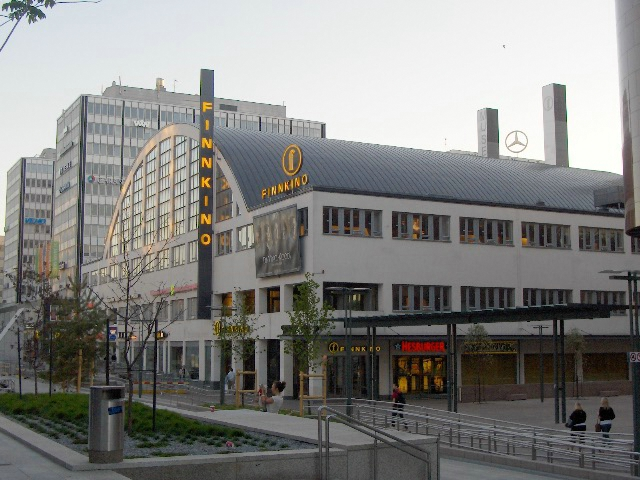
تنسبالاتسي

تـِنـِّسبالاتسي (بالفنلندية: Tennispalatsi، تعني حرفياً قصر التنس) مركز ثقافي وترفيهي في حي كامبي في هلسنكي، فنلندا. ويضم قاعة سينما لسلسلة فينكينو، ومتحف للفنون، ومتحف ثقافات، ومحلات صغيرة.
بني تنسبالاتسي في عام 1938 وذلك استعداداً لدورة الألعاب الأولمبية الصيفية لعام 1940. قام بتصميم المبنى "هيلغ لوندستروم"، الذي كان به أربعة ملاعب تنس. أجريت في تنسبالاتسي المباريات التمهيدية بمنافسات كرة السلة ضمن دورة الألعاب الأولمبية سنة 1952.